# 峰深き瀬にたゆたう唄
『峰深き瀬にたゆたう唄』（みねふかきせにたゆたううた）は、2006年8月25日にエウシュリーから発売された18禁RPGである。2010年10月22日にWindows Vista、Windows 7に対応した廉価版が発売された。
美少女ゲームアワード2006ではプログラム賞を受賞。

## ストーリー
遥か伝説の昔、この世界「二つの回廊の終わり（ディル＝リフィーナ）」が誕生した際、大陸の一部に二つの世界が融合した影響による空間の「歪み」が生まれた…。後の世に現神により造られた「歪みの主根（おもね）」は、訪れる度に内部が変化し、世界中からありとあらゆるものが漂着する巨大迷宮。その迷宮の上に栄えたエテの街に五年の留学を経て美しく成長した幼馴染みのセフィリアが帰郷した。時を同じくして迷宮の見習い異界守となった主人公は、漂着してきたお宝を見つけ出し、魔物と戦いながら収入を得て、山あいの穏やかな街で日々の営みを重ねていく。探索の仲間と集い、暮らし、共に複雑な迷宮の最深部を目指す。そのなかで、やがて主人公達はこの地を揺るがす秘密に触れ、エテの街の運命は思わぬ方向に流れていくこととなる…。

## ゲームの進め方
エテの街の地下に広がる歪みの主根（おもね）という巨大迷宮を舞台に展開されるダンジョン探索型RPG。時間の経過は早朝・朝・昼・夕方・夜の大まかな区分で一分単位で刻まれるが、シナリオを進めない限りは、季節（ゲーム上では1年が14の月で区分けされている）は進まないのであまり時間にとらわれる必要がない。ただし「主根」に潜っている間は、区画ごとに5分経過し（一度通った区画のみ2分）夜21時までに街に帰らないと「強制帰還」させられる。なおその際に装備品以外のアイテムは全て失われてしまうので、注意が必要である。

## 登場国・人物紹介
フィーノ・セフィット
三英傑であるジェーダスとラウラを両親を持つ今作の主人公の見習い異界守。母親譲りのスピードを活かした剣術や、持ち前の器用さから盗みや鍵開けといった、盗賊のような技能を得意とする。優秀な兄と何かと比較され一方的に対抗意識を燃やしているが、尊敬もしており一人で抱え込みすぎる兄を心配している。
魔神によって甚大な被害を受けたエテの街にあって、魔族も一概に敵とは見ない考え方を持っており、魔族は絶対に倒すという現状には疑問を抱いている。魔物との共存を探る過程で歪みの主根の真実を知ることになる。
セフィリア・ラファイエ
声 - 一色ヒカル
三英傑の一人であり街の長でもあるザレクスの娘で、フィーノ達の幼馴染のアークパリスの神官騎士。神官騎士になるため長期間に渡りエテの街を離れて留学していた。文武両道で、将来を期待されている。普段はお嬢様としての育ちの良さが滲み出ているが、フィーノを前にするとくだけた様子を見せる。
実は生まれながらに歪みの主根を崩壊させうる力を持つ者で、外に出されたのも主根から遠ざけるのが本来の理由。
ミュリ・アウローラ
声 - 安玖深音
ジェーダスがかつて歪みの主根で保護した少女。呪符を用いて魔法を使う絵札使い。歪みの主根に漂着してきた影響で過去の記憶を失っているが、フィーノと兄妹の様に過ごしてきたため明るく育った。
実は歪みをある程度コントロールする力のある者で、歪みの主根を安定させるために女神ヴァシーナに召喚された。
クロエ
異界守達に名の知られたドワーフの重戦士で、一人で迷宮に潜る事を許されるほどの手練れ。山岳神シウを信仰している。かつて故郷が魔物に滅ぼされた過去があり、魔物と見れば見境無く殺戮する復讐鬼と化していた時にジェーダスと出会い、心を救われた恩を持つ。そのためフィーノの迷宮探索に同行を申し出て、戦いだけでなく時には助言も与える役割になる。大酒飲み。
フォーチェラ・シード
声 - 海原エレナ
セフィリアが留学していた時に一時期師事していた事のあるエルフの弓使い。王族の出身でエルフの王と婚約している。しかし誘惑を司るティフティータの呪いを掛けられてしまい、酒気に当たると淫乱になるため、呪いを解くまでは故郷に帰れない。直接飲まなくても立ち込める匂いだけで呪いが発動するため酒類は厳禁。ティルフィオン連邦からの異界守への協力の委託と、呪いを解く手がかりを求めてエテの街を訪れ、様々な縁からフィーノ達のパーティーと行動を共にするようになる。
ルティーナ・フェラン
声 - かわしまりの
神官に代わって教会を預かる神学者で、ザレクスの助手。教師として子供達に勉強を教えてもいる。魔神の襲来で母親を失ったセフィリアにとっては母親代わり。
その正体は、歪みの主根を400年に渡り守護する氷結の女神ヴァシーナ。本来は北方にある霜天の盆地の地方神。人に化けていたのは、人でありながら主根を崩壊させる力を持って生まれたセフィリアを監視するためだった。彼女の目的は主根の永遠の安定で、使徒と共に街を発展させつつ現状維持させるため異界守を育てていた。時には魔族すら利用し、異界守を殺してでも目的を達成しようとする。
しかし彼女に与えられた本来の役目は、ディル＝リフィーナ全体の歪みを受け流すには力の足りなかった当時の歪みの主根を、永い時間を掛けて完成させる事だった。光の三太陽神（アークリオン、アークパリス、パルシ・ネイ）から託されたその内容は、歪みの主根にいびつな冬の状態（光の側だけが主権を握る）を作り出し、それが崩壊（狭い世界が砕かれる時）する事で一気に主根を成長させられるというものだった。 しかし、主根誕生当時のテルフィオン連邦の司祭達が、自分達の権利を侵すかもしれない脅威になりうる人と魔物が共存する巨大地下王国の誕生を善しとせず、嘘の役目を伝え神を欺いたのが全ての始まりだった。偽りの役目を果たすため、主根を成長させないために全てを注いだ事が結果として魔神アラストールの襲来を招き、数多くの犠牲を生んだ。他にも、ミュリを召喚して人生を狂わせたり、彼女を連れ出そうとしたジェーダスを暗殺したりもしている。
最後は、フィーノの行動により真実を探り当てたイズハル教授（歪魔族も真実を知っていた）により本来の役目を告げられ既に役目は果たされた事を知る。その後、使徒にエテと迷宮の守護を任せ、本来の守護地である霜天の盆地へ去っていった。
ジェーダス・セフィット
三英傑の一人で、フィーノとラティーフの父親。故人。最高の異界守として知られていた。
迷宮の安定化のために召喚したミュリを助け出すという、主根の維持を使命としているヴァシーナからすれば、奇行と考えられる行動を取った為に暗殺された。主根の真実に辿り着いており、ミュリの救出はその結果取った行動でもあったと考えられる。
ザレクス・ラファイエ
セフィリアの父親で、街を救った三英傑の一人。アークパリスの神官としてだけでなく、街の長としても活動している。魔神アラストールの襲撃の際に妻を失っている。かつて、歪みの主根を神と共に作った神官の末裔。
ヴァシーナの事を知る数少ない人物の一人で、女神に逆らえない代わりにフィーノにイズハル教授の事を教えるなど、遠まわしにその行動を支援していた。ただし、女神の本来の役目の事は知らない。
ラウラ・セフィット
声 - カンザキカナリ
エテの街を襲った魔神アラストールを討ち果たした三英傑の一人で、フィーノとラティーフの母親。現在は鍛冶職人だが、異界守を引退した今でもその剣の腕は衰えていない。かつては家族を失い流れ者として各地を転々としていた女戦士で、ただひたすら強さを求める荒れた生活を送っていた。エテの街に滞在していた時に、同じく後の三英傑の一人であるジェーダスと出会い、決闘を申し込むも敗北。その後街に居ついて何度も勝負を挑んでいたが、憎からず思っていたジェーダスからプロポーズされた事で結婚して家庭を築く事を選んだ。
ラティーフ・セフィット
ラウラの息子で、フィーノの兄。現在の異界守No.1。父親譲りの重厚な剣の才と、礼儀正しく丁寧な物腰で街の住人からの信頼も厚い。弟のフィーノの事を何かと心配して口を出しているが、フィーノが一向に聞き入れようとしないのが悩みの種。丁寧な物腰の裏で何を考えているのか判らない部分があり、母親のラウラですら考えを見抜けない時がある。
実はヴァシーナの使徒になっており、神格位を持っている。女神の命に従って色々と遠まわしにフィーノ達を歪みの主根から遠ざけていたが、遂には敵として立ちはだかる。
マシェリ・ブラーニ
声 - 歌織
織物職人。既婚者で、その溢れる母性にはフィーノも懐いている。旦那は常に出張していて街にいない。
その正体はヴァシーナの使徒で、神格位持ち。
ゼレイア・ブラーニ
声 - 金松由花
マシェリの妹で、「詠吟（エラド）の部屋」という工房を持つ強力な魔術師。姉と同じくかなりの美人だが、怪しい雰囲気と苛烈な性格で街の住人から恐れられている。フィーノも苦手としている相手。その性格からか、実は男性経験はあまりない。
その正体はヴァシーナの使徒で、神格位持ち。
シーズ・ティプトン
声 - 逢川奈々
防具職人。怪我で引退した元異界守の夫を持つ。フィーノが頭の上がらない数少ない人物の一人で、悪戯をする度に金槌で頭を叩かれる。
シェリル・クリツ
声 - 蓮香
セーナル商会の組合長ジノスの孫娘。獣人族。フィーノに想いを寄せ、恋の神マリシュアにちなんだ依頼をする。
レイラ・トラヴィス
声 - 青山ゆかり
女の身でありながら貴族であるトラヴィス家の次期当主で、セフィリアの学友。エテの街ではラティーフ隊に所属する。気位が高い上に礼節に煩く、無礼なフィーノとはよく衝突する。
スゥ・ネイル
声 - 大波こなみ
宿屋兼酒場の「夜蜜の香亭」を切り盛りしている双子の姉妹の姉。獣人族。いつも無愛想な態度をとるが、感情表現が苦手なだけ。姉妹揃って薬学に通じている。
テュテュ・ネイル
声 - 神崎ちひろ
宿屋兼酒場の「夜蜜の香亭」を切り盛りしている双子の姉妹の妹。獣人族。いつも笑顔で元気の明るい娘だが意外と強かで、客のはずのフィーノにしょっちゅう仕事を手伝わせたりする。
魔神ゲラーシム
歪魔族と呼ばれる歪みの力を使える特殊な魔族で、その力は魔神アラストールに次ぐNo.2とされる。度々フィーノの前に現れて、時には戦いの試練を、時には手助けをと謎の行動をとる。
実はヴァシーナに与えられた本当の役目を知る存在で、魔族の言葉など聞かない女神に代わりフィーノを利用して歪みの主根を完成させようとしていた。ただし、完成させる理由は神々のためなどではなく、自分達歪魔族のため。
魔神アラストール
10年ほど前にエテの街を襲撃した魔神。強大な力を持つ歪魔で、その襲来により街は数多くの犠牲を出した。ジェーダス・ザレクス・ラウラの三人に討ち果たされ、彼らが三英傑と呼ばれる理由となった。
実は滅んでおらず、隠しダンジョンの隠しボスとしてプレイヤーを待ち構えている。

## スタッフ
- 企画・プロデュース - つるぎゆきの
- 原画 - 鳩月つみき
- シナリオ - 松江旺來（まつえ・あきら）
- グラフィックチーフ - JENNI
- サブディレクター - heki.
- メインプログラム - KTI
- プログラム - FALS